# Лецитин

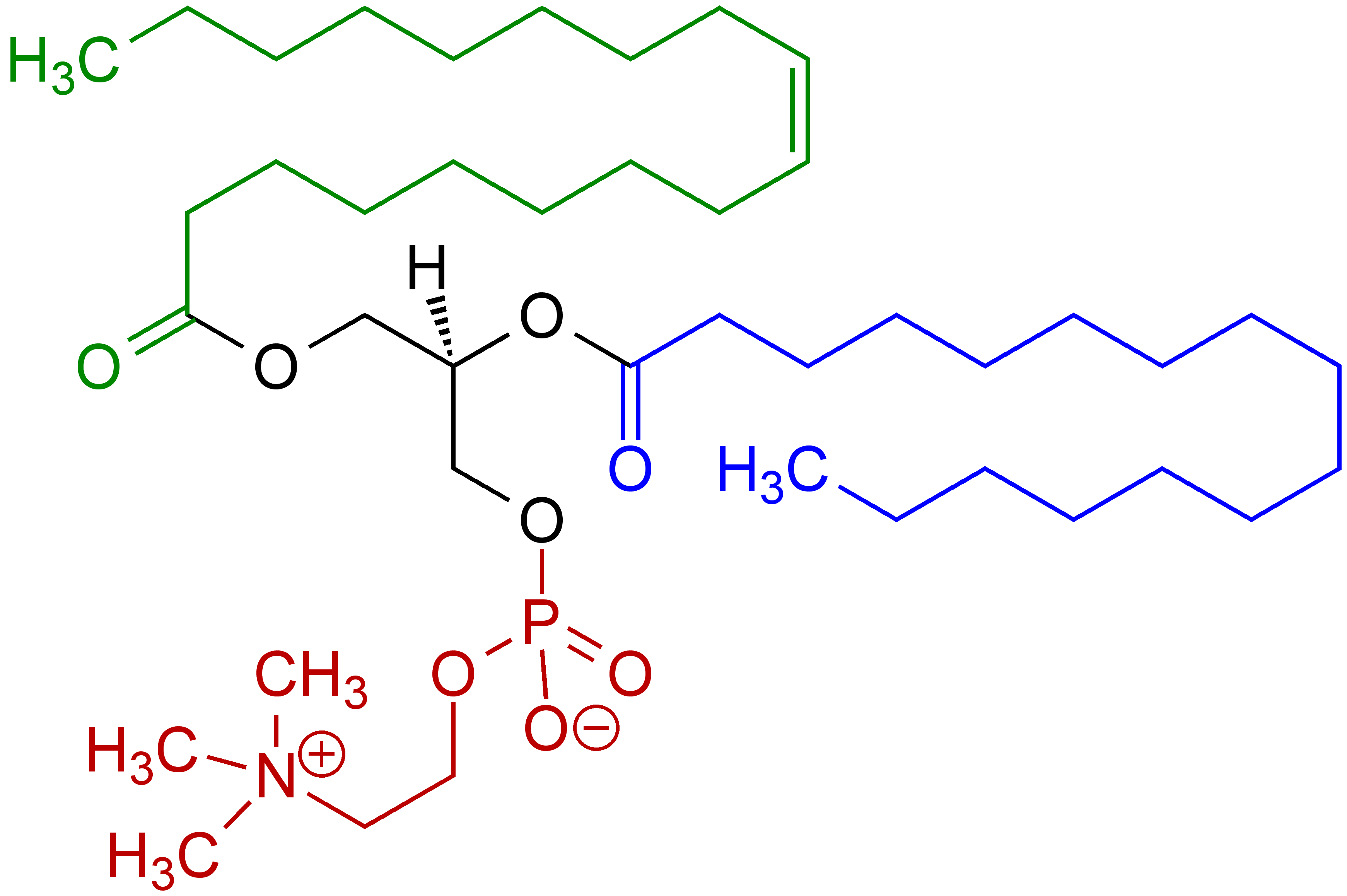
Структурна формула фосфатидилхоліну

Лецити́н (від грец. λέκιθος — «яєчний жовток»)  — це фосфоліпід, який бере участь в утворенні мембран клітин, особливо в нервових волокнах та головному мозку. Лецитин — це інше слово для означення фосфоліпіду фосфатидилхоліну. Лецитини є загальним терміном для позначення будь-якої групи амфіфільних (вони залучають як воду, так і жирні речовини (і тому вони є як гідрофільними, так і ліпофільними), і використовуються для згладжування текстур їжі, розчинення порошків (емульгації), гомогенізації рідких сумішей і відбиття клейких матеріалів) жовто-коричневих жирних речовин, що виникають у тканинах тварин та рослин.
У наш час термін лецитин розглядається в двох аспектах: 1) як синонім класу фосфоліпідів — фосфатидилхоліну/-нів, на перших етапах вивчення — дипальмітоїл-фосфатидилхоліну; 2) як назва комплексної харчової добавки, що отримується з соєвих бобів, насіння соняшника та ін. У випадку комплексної харчової добавки мова йде про суміш звичайних фосфоліпідів, вільних жирних кислот і фосфоліпідів, наприклад, лізофосфатидилхоліна, а також ряду домішок, склад яких визначається джерелом отримання продукту. Використання подібних сумішей з одного боку змушує постійно шукати способи їх додаткової очистки, з іншого — враховувати, в процесі застосування, особливості складу сировини, використаної для їх отримання і, нарешті, надає продуктові додаткові біологічні властивості.
Лецитин соєвий — складна органічна речовина групи фосфоліпідів, яка за хімічною структурою є складним ефіром гліцерину й жирних кислот, що включають фосфорну кислоту та азотовмісні речовини. Його основні фосфоліпіди — це фосфатидилхолін, фосфатидилетаноламін і фосфатидилінозитол.
Частина полярних ліпідів (нерозчинних в ацетоні) повинна становити у лецитин-вмісних продуктах, щонайменше 60 % в відповідності до директиви ЄС.
Уперше був виділений в 1850 році М. Боблі з яєчних жовтків. Його наявність встановлена у великих кількостях не лише в яєчних жовтках, але і в різних харчових продуктах: зернових культурах (клітини насіння рослин), соєвих бобах, пивних дріжджах, рибі і ін.
У молекулі лецитину електрично заряджені фосфатна і холінова групи утворюють полярну (заряджену) головку молекули. Як і інші ліпіди, фосфатидилхолін при температурі тіла знаходиться переважно в твердому стані, що зумовлює ряд його біологічних функцій, зокрема, участь в побудові клітинних мембран.

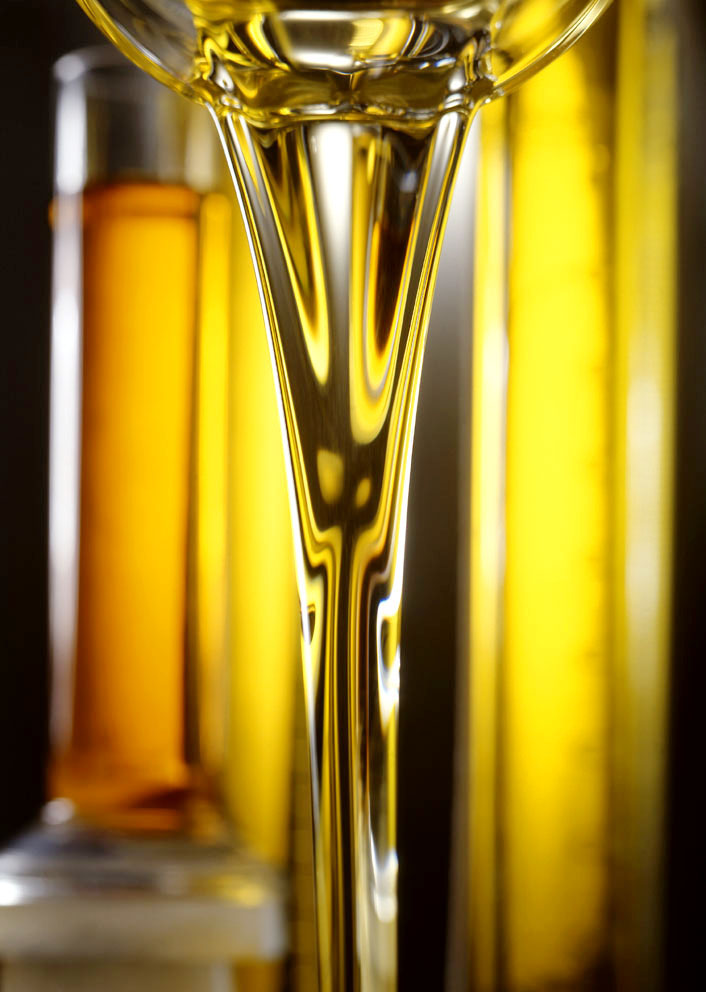
Рідкий лецитин очищений

Лецитин і лецитинвмісні продукти практично не виробляються в Україні і в значних кількостях для потреб харчової промисловості, медицини і сільського господарства постачаються іноземними фірмами. Соєвий лецитин, як і більшість інших продуктів сої, приготований екстрагуванням екстрагентом (гексаном) у якості розчинника.

## Харчова добавка
Харчовий лецитин являє собою фосфоліпідний комплекс, що містить фосфатидилхолін (власне лецитин), фосфатидилетаноламін, фосфатидилінозитол та інші фосфоліпіди.
Промислово виготовлений соєвий лецитин використовується в харчовій промисловості, зокрема як емульгатор, і може бути замінений на дорожчі інгредієнти. Як харчова добавка в продуктах харчування лецитин має номер E-322. Належить до групи добавок, визнаних безпечними, і такими, що практично не мають обмежень щодо застосування в харчових продуктах в Україні, Європейському Союзі та США.
Він дозволяє отримувати стійкі емульсії в системах олія-вода, через що знаходить широке застосування в харчовій промисловості при виготовленні шоколаду та шоколадної глазурі (для зниження їх в'язкості в роті і як антиоксидант, що перешкоджає старінню виробів), кондитерських, хлібобулочних і макаронних виробів, маргарину, майонезу.

### Комплексна харчова добавка
В якості комплексної харчової добавки продається як продукт для здоров'я з різними твердженнями щодо здоров'я. Наприклад, регулярне застосування лецитину призводить до зниження рівня холестерину в крові і стінках кровоносних судин, а також підвищує здатність жовчних кислот виводити цю сполуку з кровотоку. До істотного біологічного ефекту лецитину називають його нейротропну дію, яка проявляється в зниженні, на тлі регулярного використання цієї добавки, дратівливості, стомлюваності, поліпшення показників уваги, здатності до навчання і пам'яті. Лецитин є хорошим гепатопротектором (захищає клітини печінки), його використовують при лікуванні хвороб печінки та жовчного міхура.
Ефект щодо зниження рівня холестерину, вивчався ще з 1820-х років, однак результати суперечливі.